# Dirka Auvergne-Rona-Alpe
Dirka Auvergne-Rona-Alpe (francosko Tour Auvergne-Rhône-Alpes ; prej Critérium du Dauphiné in Critérium du Dauphiné Libéré; slovensko Dirka po Dofineji, Kriterij Dauphine in Kriterij po Dofineji) je vsakoletna osemdnevna etapna velika enotedenska dirka, ki od leta 1947 poteka po Dofineji. 
Sestavlja jo osem etap, poteka v prvi polovici junija. Je del UCI World Tour in skupaj z Dirko po Švici velja za pripravljalno dirko za julijski Tour de France. Vse do leta 2009 je bil sponzor dirke krajevni časopis Le Dauphiné libéré po katerem je dirka tudi nosila ime.
Poleg dirk Pariz–Nica, Tirreno–Adriatico, Po Kataloniji, Po Baskiji, Po Romandiji in Po Švici spada med 7 velikih in najprestižnejših enotedenskih dirk na svetu in je na koledarju tradicionalna predzadnja.
Od leta 2010 naprej pa to dirko organizira Amaury Sport Organisation, ki prireja tudi Tour de France ter enodnevni dirki Paris–Nice in Paris–Roubaix, takrat je tudi spremenila ime v Critérium du Dauphiné.
16. junija 2025, le en dan po koncu 77. izvedbe te dirke, ki jo je prvič v svoji karieri dobil Tadej Pogačar je organizator ASO presenetil z uradno popolnoma novim in drugačnim imenom kot smo jo poznali do sedaj; to je Dirka Auvergne-Rona-Alpe. In ker poteka po nekdanjih ločenih regijah Auverne in Rona-Alpe, ki sta se leta leta 2016 združili v eno regijo in je ta zdaj tudi nov sponzor, od zdaj naprej nosi to ime.
Prvo slovensko zmago je leta 2010 osvojil Jani Brajkovič in še dvakrat Primož Roglič (2022 in 2024).
Trasa je speljana po gorati regiji Auvergne - Rona - Alpe (del Francoskih Alp), zato privablja predvsem specialiste za vzpone. Več znanih vzponov z dirke Tour de France, kot so Mont Ventoux, the Col du Galibier in Col de la Chartreuse, so redno tudi del te dirke. Najuspešnejši kolesarji v zgodovini dirke so Nello Lauredi, Luis Ocaña, Charly Mottet, Bernard Hinault in Chris Froome (z tremi zmagami).

## Zmagovalci

### Zmagovalci po državah
Na treh izvedba pa so Lance Armstrongu (2002, 2003) in Levi Leipheimerju (2006) odvzeli zmage. Organizator ASO pa se s tem ne strinja in namerava te rezultate v prihodnje razveljaviti.
| Zmage | Država              |
| ----- | ------------------- |
| 30    | Francija            |
| 10    | Španija             |
| 8     | Združeno kraljestvo |
| 4     | Kolumbija           |
| 4     | Slovenija           |
| 3     | Belgija             |
| 3     | Danska              |
| 3     | Švica               |
| 3     | ZDA                 |
| 2     | Avstralija          |
| 1     | Nemčija             |
| 1     | Kazahstan           |
| 1     | Nizozemska          |
| 1     | Poljska             |

### Zmagovalci po letih
| Leto                                                             | Zmagovalec           | Drugi                | Tretji                   |
| ---------------------------------------------------------------- | -------------------- | -------------------- | ------------------------ |
| ↓ "Dirka po Dofineji Libéré" ↓                                   |                      |                      |                          |
| 1947                                                             | Edward Klabiński     | Gino Sciardis        | Fermo Camellini          |
| 1948                                                             | Edouard Fachleitner  | Paul Giguet          | Jean Robic               |
| 1949                                                             | Lucien Lazaridès     | Jean Robic           | Fermo Camellini          |
| 1950                                                             | Nello Lauredi        | Apo Lazaridès        | Jean Diederich           |
| 1951                                                             | Nello Lauredi        | Antonin Rolland      | Lucien Lazaridès         |
| 1952                                                             | Jean Dotto           | Nello Lauredi        | Jean Le Guilly           |
| 1953                                                             | Lucien Teisseire     | Charly Gaul          | Jean Robic               |
| 1954                                                             | Nello Lauredi        | Jean-Pierre Schmitz  | Pierre Molinéris         |
| 1955                                                             | Louison Bobet        | Roger Walkowiak      | Marcel De Mulder         |
| 1956                                                             | Alex Close           | Antonin Rolland      | Fernand Picot            |
| 1957                                                             | Marcel Rohrbach      | René Privat          | Jean-Pierre Schmitz      |
| 1958                                                             | Louis Rostollan      | Francis Pipelin      | Jean-Pierre Schmitz      |
| 1959                                                             | Henry Anglade        | Raymond Mastrotto    | Roger Rivière            |
| 1960                                                             | Jean Dotto           | Raymond Mastrotto    | Gérard Thielin           |
| 1961                                                             | Brian Robinson       | Raymond Mastrotto    | François Mahé            |
| 1962                                                             | Raymond Mastrotto    | Hans Junkermann      | Raymond Poulidor         |
| 1963                                                             | Jacques Anquetil     | José Pérez Francés   | Fernando Manzaneque      |
| 1964                                                             | Valentín Uriona      | Raymond Poulidor     | Esteban Martin           |
| 1965                                                             | Jacques Anquetil     | Raymond Poulidor     | Karl-Heinz Kunde         |
| 1966                                                             | Raymond Poulidor     | Carlos Echeverría    | Francisco Gabica         |
| med leti 1967 in 1968 dirke niso organizirali                    |                      |                      |                          |
| ↓ "Dirka po Dofineji Libéré" ↓ (znana tudi kot "Krog 6 provinc") |                      |                      |                          |
| 1969                                                             | Raymond Poulidor     | Ferdinand Bracke     | Roger Pingeon            |
| 1970                                                             | Luis Ocaña           | Roger Pingeon        | Herman Van Springel      |
| ↓ "Dirka po Dofineji Libéré" ↓                                   |                      |                      |                          |
| 1971                                                             | Eddy Merckx          | Luis Ocaña           | Bernard Thévenet         |
| 1972                                                             | Luis Ocaña           | Bernard Thévenet     | Lucien Van Impe          |
| 1973                                                             | Luis Ocaña           | Bernard Thévenet     | Joop Zoetemelk           |
| 1974                                                             | Alain Santy          | Raymond Poulidor     | Jean-Pierre Danguillaume |
| 1975                                                             | Bernard Thévenet     | Francesco Moser      | Joop Zoetemelk           |
| 1976                                                             | Bernard Thévenet     | Vicente López Carril | Raymond Delisle          |
| 1977                                                             | Bernard Hinault      | Bernard Thévenet     | Lucien Van Impe          |
| 1978                                                             | Michel Pollentier    | Mariano Martínez     | Francisco Galdós         |
| 1979                                                             | Bernard Hinault      | Henk Lubberding      | Francisco Galdós         |
| 1980                                                             | Johan van der Velde  | Raymond Martin       | Joaquim Agostinho        |
| 1981                                                             | Bernard Hinault      | Joaquim Agostinho    | Greg LeMond              |
| 1982                                                             | Michel Laurent       | Jean-René Bernaudeau | Pascal Simon             |
| 1983                                                             | Greg LeMond          | Robert Millar        | Robert Alban             |
| 1984                                                             | Martín Ramírez       | Bernard Hinault      | Greg LeMond              |
| 1985                                                             | Phil Anderson        | Steven Rooks         | Pierre Bazzo             |
| 1986                                                             | Urs Zimmermann       | Ronan Pensec         | Joop Zoetemelk           |
| 1987                                                             | Charly Mottet        | Henry Cárdenas       | Ronan Pensec             |
| 1988                                                             | Luis Herrera         | Niki Rüttimann       | Charly Mottet            |
| 1989                                                             | Charly Mottet        | Robert Millar        | Thierry Claveyrolat      |
| 1990                                                             | Robert Millar        | Thierry Claveyrolat  | Álvaro Mejía             |
| 1991                                                             | Luis Herrera         | Laudelino Cubino     | Tony Rominger            |
| 1992                                                             | Charly Mottet        | Luc Leblanc          | Gianni Bugno             |
| 1993                                                             | Laurent Dufaux       | Oliverio Rincón      | Éric Boyer               |
| 1994                                                             | Laurent Dufaux       | Ronan Pensec         | Artūras Kasputis         |
| 1995                                                             | Miguel Indurain      | Chris Boardman       | Vicente Aparicio         |
| 1996                                                             | Miguel Indurain      | Tony Rominger        | Richard Virenque         |
| 1997                                                             | Udo Bölts            | Abraham Olano        | Jean-Cyril Robin         |
| 1998                                                             | Armand de Las Cuevas | Miguel Ángel Peña    | Andrej Teterjuk          |
| 1999                                                             | Aleksander Vinokurov | Jonathan Vaughters   | Wladimir Belli           |
| 2000                                                             | Tyler Hamilton       | Haimar Zubeldia      | Lance Armstrong          |
| 2001                                                             | Christophe Moreau    | Pavel Tonkov         | Benoît Salmon            |
| 2002                                                             | Lance Armstrong      | Floyd Landis         | Christophe Moreau        |
| 2003                                                             | Lance Armstrong      | Iban Mayo            | David Millar             |
| 2004                                                             | Iban Mayo            | Tyler Hamilton       | Óscar Sevilla            |
| 2005                                                             | Iñigo Landaluze      | Santiago Botero      | Levi Leipheimer          |
| 2006                                                             | Levi Leipheimer      | Christophe Moreau    | Bernhard Kohl            |
| 2007                                                             | Christophe Moreau    | Cadel Evans          | Andrej Kašečkin          |
| 2008                                                             | Alejandro Valverde   | Cadel Evans          | Levi Leipheimer          |
| 2009                                                             | Alejandro Valverde   | Cadel Evans          | Alberto Contador         |
| ↓ "Dirka po Dofineji" ↓                                          |                      |                      |                          |
| 2010                                                             | Jani Brajkovič       | Alberto Contador     | Tejay van Garderen       |
| 2011                                                             | Bradley Wiggins      | Cadel Evans          | Aleksander Vinokurov     |
| 2012                                                             | Bradley Wiggins      | Michael Rogers       | Cadel Evans              |
| 2013                                                             | Chris Froome         | Richie Porte         | Daniel Moreno            |
| 2014                                                             | Andrew Talansky      | Alberto Contador     | Jurgen Van Den Broeck    |
| 2015                                                             | Chris Froome         | Tejay van Garderen   | Rui Costa                |
| 2016                                                             | Chris Froome         | Romain Bardet        | Daniel Martin            |
| 2017                                                             | Jakob Fuglsang       | Richie Porte         | Daniel Martin            |
| 2018                                                             | Geraint Thomas       | Adam Yates           | Romain Bardet            |
| 2019                                                             | Jakob Fuglsang       | Tejay van Garderen   | Emanuel Buchmann         |
| 2020                                                             | Daniel Martínez      | Thibaut Pinot        | Guillaume Martin         |
| 2021                                                             | Richie Porte         | Aleksej Lucenko      | Geraint Thomas           |
| 2022                                                             | Primož Roglič        | Jonas Vingegaard     | Ben O'Connor             |
| 2023                                                             | Jonas Vingegaard     | Adam Yates           | Ben O'Connor             |
| 2024                                                             | Primož Roglič        | Matteo Jorgenson     | Derek Gee                |
| 2025                                                             | Tadej Pogačar        | Jonas Vingegaard     | Florian Lipowitz         |
| ↓ "Dirka Auvergne-Rona-Alpe" ↓                                   |                      |                      |                          |